# Rainer Bröking
Rainer Heinz Maria Bröking (* 1. November 1941; † 2017) war ein deutscher Fernsehkoch und Autor.
Nachdem er mehrere Jahre als Koch in der Seefahrt tätig gewesen war, arbeitete er seit dem Jahr 1999 regelmäßig als Moderator und Fernsehkoch beim Shoppingsender QVC. Während dieser Zeit erschienen mehrere Kochbücher zu Produkten, die er präsentierte.

## Bücher
- "Genießer-Rezepte mit dem Deni-Fleischzartmacher", QVC-Handel-GmbH 2006
- "Neues aus meiner Küche", QVC-Handel-GmbH 2004
- "Genussvoll Grillen", QVC-Handel-GmbH 2004
- "Meine Küche einfach & lecker.", Serges Medien GmbH 2002